# Faust (film, 2011)
Faust je ruski dramski film iz leta 2011, ki ga je režiral Aleksander Sokurov in zanj tudi napisal scenarij skupaj z Marino Korenevo in Jurijem Arabovom. Dogajanje je postavljeno v 19. stoletje, film pa je prosta interpretacija legende o Faustu, temelji tako na Goethejevi tragediji Faust, kot tudi romanu Doktor Faustus Thomasa Manna. Dialogi so v nemščini, v glavnih vlogah nastopajo Johannes Zeiler, Anton Adasinski, Isolda Dychauk in Hanna Schygulla. Zgodba prikazuje Heinricha Fausta (Zeiler), ki si prizadeva razumeti samo naravo življenja in sveta. Obsede ga mlada Gretchen in za preživeto noč z njo proda dušo demonu Mefistu. Snemanje je potekalo med avgustom in oktobrom 2009 na več lokacijah na Češkem, tudi v gradovih naselij Točník, Lipnice nad Sázavou in Ledeč ter mestu Kutná Hora. Studijske prizore so posneli v praškem studiu Barrandov Studios. Manjši del snemanja je potekal tudi v Nemčiji in oktobra nekaj dni na Islandiji.
Film je bil premierno prikazan 8. septembra 2011 na Beneškem filmskem festivalu, kjer je osvojil glavno nagrado zlati lev. Tri dni za tem je bil prikazan v glavnem delu Mednarodnega filmskega festivala v Torontu. Nominiran je bil za evropski filmski nagradi na najboljšo fotografijo in scenografijo in za najboljši film na Londonskem filmskem festivalu BFI. Osvojil je ruske nagrade Nika za najboljši film, režijo, igralca (Adasinski) in scenarij ter nagrade Združena ruskih filmskih kritikov za najboljši film, režijo, scenarij in stranskega igralca (Adasinski).

## Vloge
- Johannes Zeiler kot Faust
- Anton Adasinsky kot posojilodajalec (Mefisto)
- Isolda Dychauk kot Gretchen
- Georg Friedrich kot Wagner
- Hanna Schygulla kot posojilodajalčeva žena
- Antje Lewald kot Gretchnova mati
- Florian Brueckner kot Valentin
- Sigurdur Skulasson kot Faustov oče
- Maxim Mehmet kot Valentinov prijatelj
- Eva-Maria Kurz kot Faustova kuharica